# 188 (عدد)
188 هو عدد صحيح. طبيعي بين 187 و189

## في الرياضيات

### خصائص
- 188عدد زوجي
- 188 عدد ناقص